# Uchaud
Ne doit pas être confondu avec Uchaux.
Uchaud est une commune française située dans le sud du département du Gard, en région Occitanie.
Exposée à un climat méditerranéen, elle est drainée par le Vieux Vistre. La commune possède un patrimoine naturel remarquable : un site Natura 2000 (les « costières nîmoises ») et une zone naturelle d'intérêt écologique, faunistique et floristique.
Uchaud est une commune urbaine qui compte 4 824 habitants en 2022, après avoir connu une forte hausse de la population depuis 1962. Elle est dans l'agglomération de Nîmes et fait partie de l'aire d'attraction de Nîmes. Ses habitants sont appelés les Uchaudois ou  Uchaudoises.
Le patrimoine architectural de la commune comprend un immeuble protégé au titre des monuments historiques : la colonne milliaire, classée en 1912.

## Géographie
La commune est partiellement située dans la plaine agricole de la Vistrenque.
La commune est traversée par l'autoroute A9, mais aucune sortie ne se trouve sur son territoire. Il s'impose alors d'emprunter la sortie 25 (Nîmes-Ouest) ou 26 (Gallargues) puis de rallier le village par la route nationale 113.
En raison de la relative faible largeur du territoire de la commune, certaines habitations situées à l'est du village sont en réalité situées sur le territoire de la commune voisine de Bernis.
Uchaud est l'une des 75 communes membres du Schéma de Cohérence Territoriale SCOT du Sud du Gard et fait également partie des 34 communes du Pays Vidourle-Camargue (voir liens).

### Communes limitrophes
Les communes limitrophes sont Beauvoisin, Bernis, Boissières, Nages-et-Solorgues et Vestric-et-Candiac.
| Boissières         | Nages-et-Solorgues |            |
|                    | Uchaud             | Bernis     |
| Vestric-et-Candiac |                    | Beauvoisin |

### Climat
Pour des articles plus généraux, voir Climat de l'Occitanie et Climat du Gard.
En 2010, le climat de la commune est de type climat méditerranéen franc, selon une étude s'appuyant sur une série de données couvrant la période 1971-2000. En 2020, Météo-France publie une typologie des climats de la France métropolitaine dans laquelle la commune est exposée à un climat méditerranéen et est dans la région climatique Provence, Languedoc-Roussillon, caractérisée par une pluviométrie faible en été, un très bon ensoleillement (2 600 h/an), un été chaud (21,5 °C), un air très sec en été, sec en toutes saisons, des vents forts (fréquence de 40 à 50 % de vents > 5 m/s) et peu de brouillards.
Pour la période 1971-2000, la température annuelle moyenne est de 14,4 °C, avec une amplitude thermique annuelle de 16,9 °C. Le cumul annuel moyen de précipitations est de 721 mm, avec 6,2 jours de précipitations en janvier et 2,7 jours en juillet. Pour la période 1991-2020, la température moyenne annuelle observée sur la station météorologique la plus proche, située sur la commune de Gallargues-le-Montueux à 9 km à vol d'oiseau, est de 15,5 °C et le cumul annuel moyen de précipitations est de 674,8 mm,. Pour l'avenir, les paramètres climatiques de la commune estimés pour 2050 selon différents scénarios d'émission de gaz à effet de serre sont consultables sur un site dédié publié par Météo-France en novembre 2022.

### Milieux naturels et biodiversité

#### Réseau Natura 2000

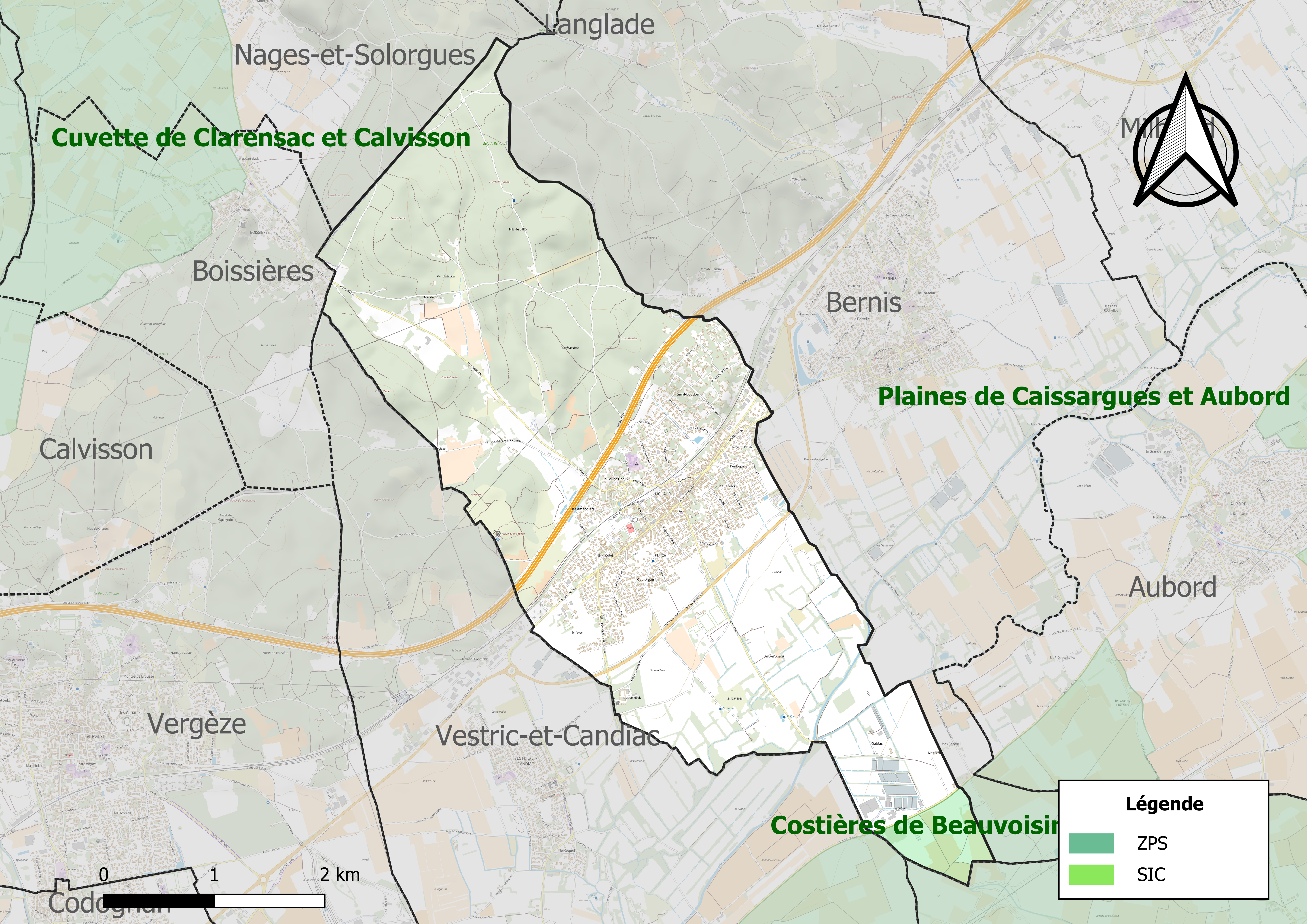
Sites Natura 2000 sur le territoire communal.

Le réseau Natura 2000 est un réseau écologique européen de sites naturels d'intérêt écologique élaboré à partir des directives habitats et oiseaux, constitué de zones spéciales de conservation (ZSC) et de zones de protection spéciale (ZPS).
Un site Natura 2000 a été défini sur la commune au titre  de la directive oiseaux : les « costières nîmoises », d'une superficie de 13 479 ha, qui accueillait, en 2004, 300 mâles chanteurs, soit 60% des mâles reproducteurs de la région et près du quart des mâles reproducteurs en France.

#### Zones naturelles d'intérêt écologique, faunistique et floristique

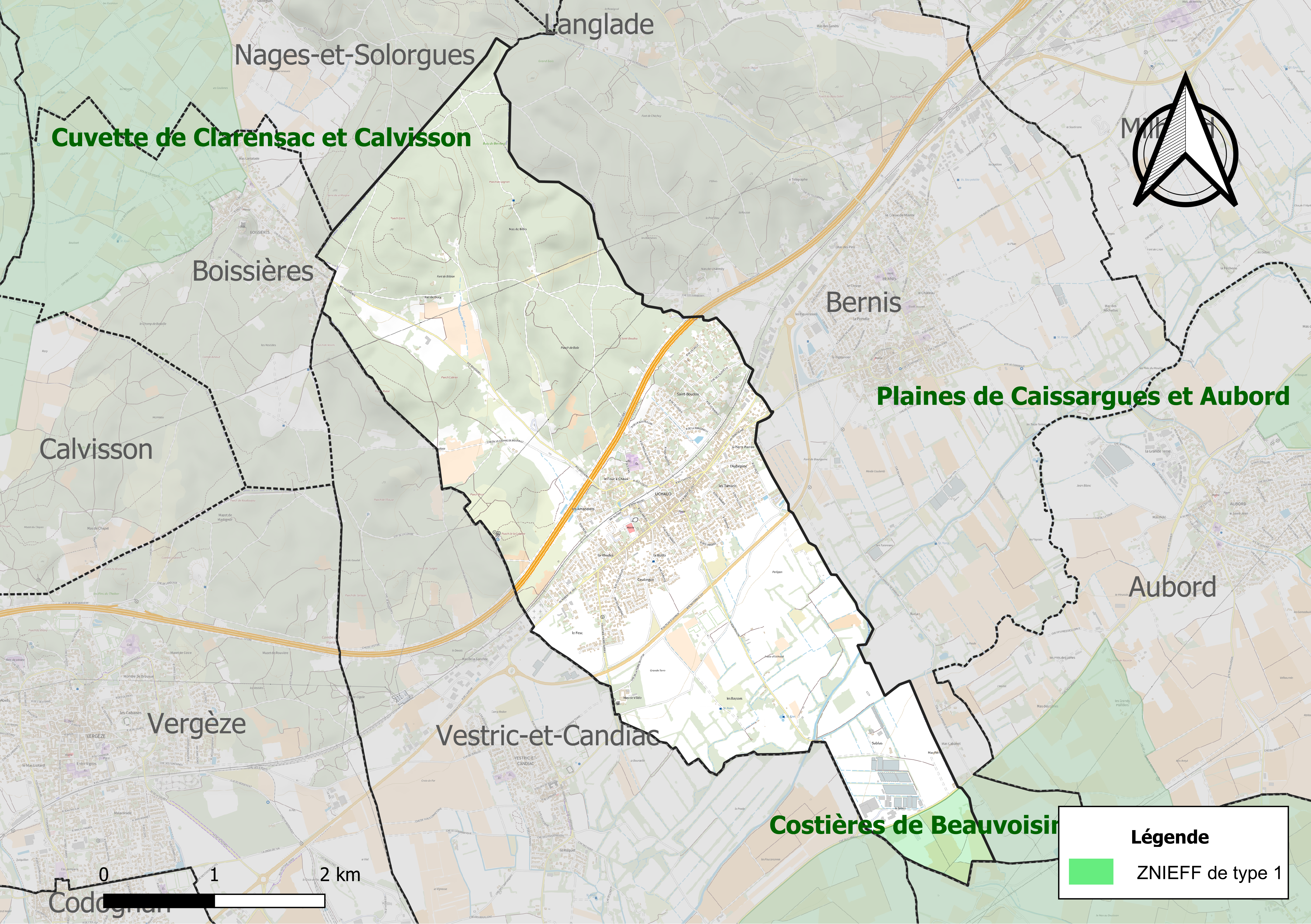
Carte de la ZNIEFF de type 1 localisée sur la commune.

L’inventaire des zones naturelles d'intérêt écologique, faunistique et floristique (ZNIEFF) a pour objectif de réaliser une couverture des zones les plus intéressantes sur le plan écologique, essentiellement dans la perspective d’améliorer la connaissance du patrimoine naturel national et de fournir aux différents décideurs un outil d’aide à la prise en compte de l’environnement dans l’aménagement du territoire.
Une ZNIEFF de type 1 est recensée sur la commune :
les « costières de Beauvoisin » (1 030 ha), couvrant 5 communes du département.

## Urbanisme

### Typologie
Au 1er janvier 2024, Uchaud est catégorisée ceinture urbaine, selon la nouvelle grille communale de densité à sept niveaux définie par l'Insee en 2022.
Elle appartient à l'unité urbaine de Nîmes, une agglomération intra-départementale regroupant neuf  communes, dont elle est une commune de la banlieue,,. Par ailleurs la commune fait partie de l'aire d'attraction de Nîmes, dont elle est une commune de la couronne,. Cette aire, qui regroupe 92 communes, est catégorisée dans les aires de 200 000 à moins de 700 000 habitants,.

### Occupation des sols
L'occupation des sols de la commune, telle qu'elle ressort de la base de données européenne d’occupation biophysique des sols Corine Land Cover (CLC), est marquée par l'importance des territoires agricoles (42,5 % en 2018), en diminution par rapport à 1990 (65,7 %). La répartition détaillée en 2018 est la suivante : 
forêts (33 %), zones urbanisées (18,6 %), zones agricoles hétérogènes (17,6 %), cultures permanentes (12,9 %), prairies (10,3 %), milieux à végétation arbustive et/ou herbacée (5,8 %), terres arables (1,7 %), zones industrielles ou commerciales et réseaux de communication (0,1 %). L'évolution de l’occupation des sols de la commune et de ses infrastructures peut être observée sur les différentes représentations cartographiques du territoire : la carte de Cassini (XVIIIe siècle), la carte d'état-major (1820-1866) et les cartes ou photos aériennes de l'IGN pour la période actuelle (1950 à aujourd'hui).

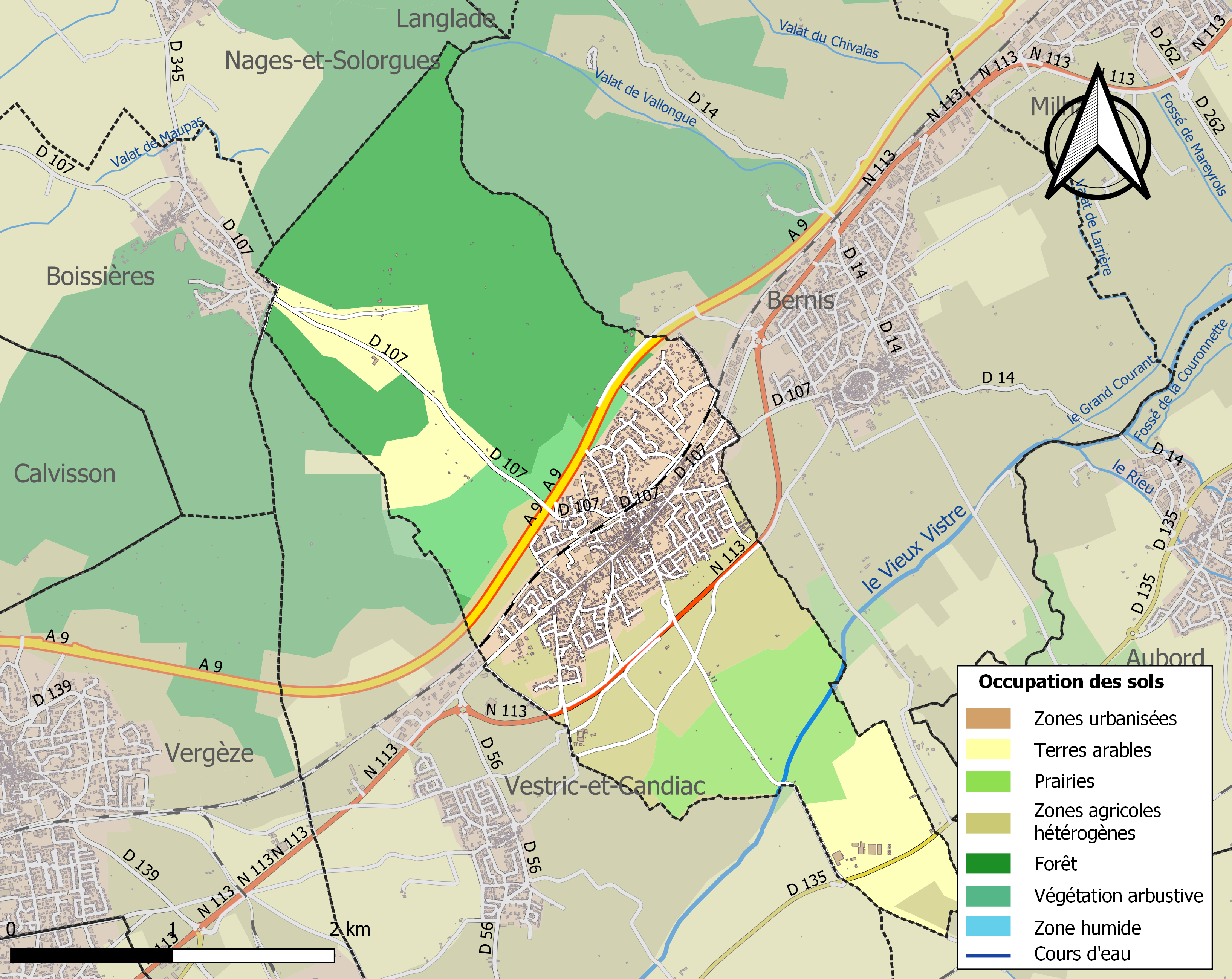
Carte des infrastructures et de l'occupation des sols de la commune en 2018 (CLC).

### Risques majeurs
Le territoire de la commune d'Uchaud est vulnérable à différents aléas naturels : météorologiques (tempête, orage, neige, grand froid, canicule ou sécheresse), inondations, feux de forêts, mouvements de terrains et séisme (sismicité faible). Il est également exposé à un risque technologique, le transport de matières dangereuses. Un site publié par le BRGM permet d'évaluer simplement et rapidement les risques d'un bien localisé soit par son adresse soit par le numéro de sa parcelle.

#### Risques naturels
La commune fait partie du territoire à risques importants d'inondation (TRI) de Nîmes, regroupant 20 communes soumises aux aléas de ruissellement pour la commune de Nîmes et de débordements de cours d’eau, notamment du Vistre, d'un de ses affluents, le Rhôny, et plus à la marge du Rhône, à l’aval, un des 31 TRI qui ont été arrêtés fin 2012 sur le bassin Rhône-Méditerranée. Les événements significatifs passés relatifs à la Vistre sont des crues rapides et violentes, qui causent d’importants dégâts, voire des pertes humaines (octobre 1988, septembre 2002, décembre 2003, septembre 2005 notamment). Concernant le Rhôny, les principales crues recensées à Codognan ont eu lieu en 1845, 1933, 1945, 1958, 1963, 1976, 1987 et en octobre 1988. Cette dernière est la plus importante et marquante pour la population nîmoise. Des cartes des surfaces inondables ont été établies pour trois scénarios : fréquent (crue de temps de retour de 10 ans à 30 ans), moyen (temps de retour de 100 ans à 300 ans) et extrême (temps de retour de l'ordre de 1 000 ans, qui met en défaut tout système de protection),. La commune a été reconnue en état de catastrophe naturelle au titre des dommages causés par les inondations et coulées de boue survenues en 1982, 1987, 1988, 1994, 1998, 2003, 2005 et 2021,.

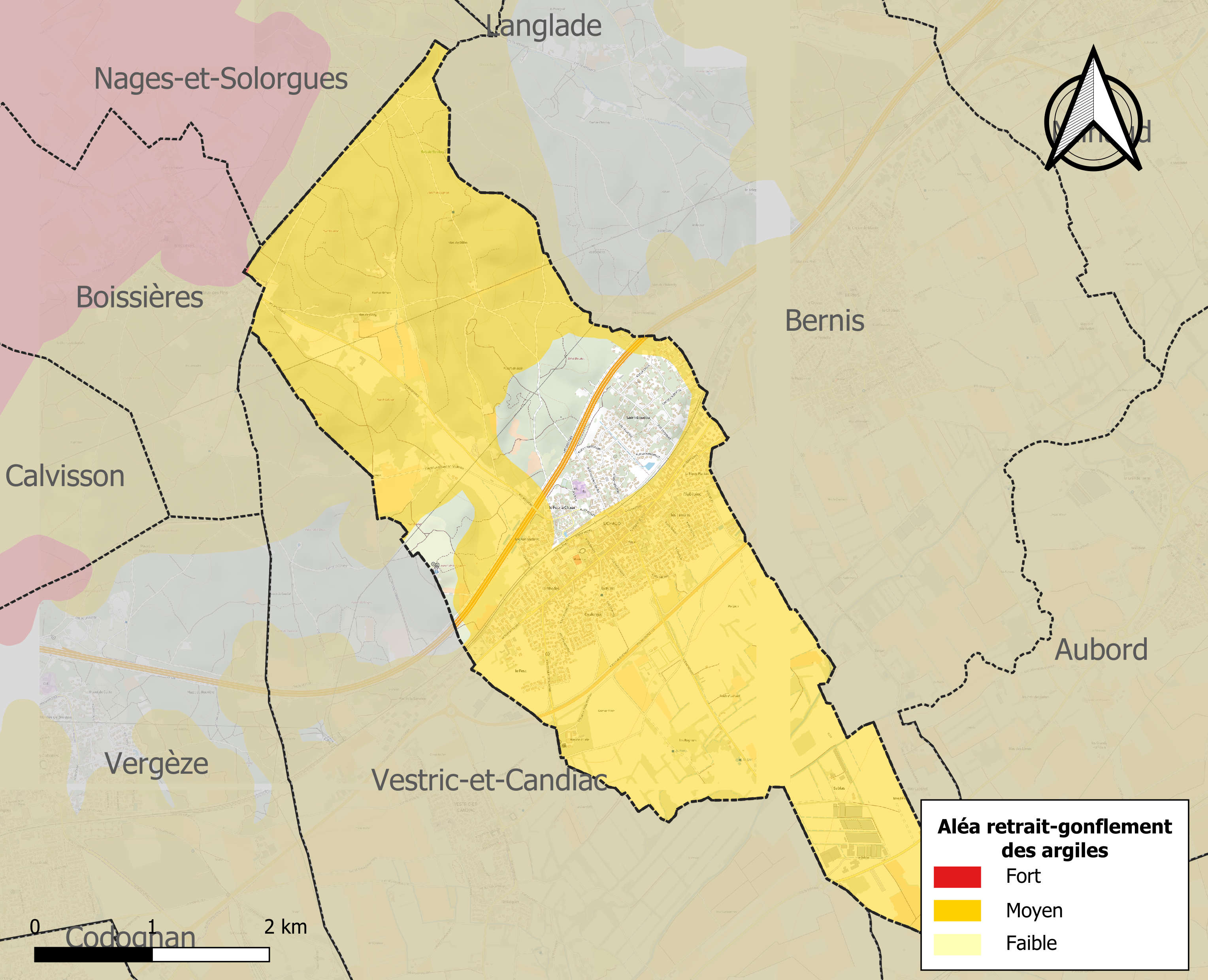
Carte des zones d'aléa retrait-gonflement des sols argileux d'Uchaud.

La commune est vulnérable au risque de mouvements de terrains constitué principalement du retrait-gonflement des sols argileux. Cet aléa est susceptible d'engendrer des dommages importants aux bâtiments en cas d’alternance de périodes de sécheresse et de pluie. 87 % de la superficie communale est en aléa moyen ou fort (67,5 % au niveau départemental et 48,5 % au niveau national). Sur les 1 520 bâtiments dénombrés sur la commune en 2019, 1232 sont en aléa moyen ou fort, soit 81 %, à comparer aux 90 % au niveau départemental et 54 % au niveau national. Une cartographie de l'exposition du territoire national au retrait gonflement des sols argileux est disponible sur le site du BRGM,.
Par ailleurs, afin de mieux appréhender le risque d’affaissement de terrain, l'inventaire national des cavités souterraines permet de localiser celles situées sur la commune.

#### Risques technologiques
Le risque de transport de matières dangereuses sur la commune est lié à sa traversée par des infrastructures routières ou ferroviaires importantes ou la présence d'une canalisation de transport d'hydrocarbures. Un accident se produisant sur de telles infrastructures est en effet susceptible d’avoir des effets graves au bâti ou aux personnes jusqu’à 350 m, selon la nature du matériau transporté. Des dispositions d’urbanisme peuvent être préconisées en conséquence.

## Histoire
Le nom du village vient de la déformation de l'inscription gravée sur la borne milliaire, encore visible de nos jours, qui jalonnait la voie Domitienne à cet endroit : « AD OCTAVUM LAPIDEM », "à la huitième pierre".
Octavum s'est peu à peu transformé en "Uchaud".
En 1384, les Tuchins sont écrasés à Uchaud par le duc de Berry.

### Héraldique
| Armes d’Uchaux | Les armes peuvent se blasonner ainsi : burelé de sinople et d'or de quatorze pièces, à la borne milliaire d'argent chargée de l'inscription « AD VIII » de sable sur deux lignes, surmontée d'un listel d'argent chargé de l'inscription « AD OCTAVUM LAPIDEM » [à la huitième pierre] en lettres capitales de sinople, brochant sur le tout Le statut officiel de ces armes reste à déterminer. |

## Politique et administration

### Tendances politiques et résultats
En février 2018, des élections anticipées ont lieu à la suite de multiples démissions de conseillers municipaux. Le maire, Maryan Bonnet ayant été inculpé dans diverses affaires. La liste conduite par Joffrey Léon l'emporte.
En mars 2020, Joffrey Léon et Maryan Bonnet, personnage décrié suite à ses condamnations, s'affrontent à nouveau. Le premier l'emporte et est réélu maire le 26 mai suivant.

### Liste des maires
| Période                                  | Période                   | Identité          | Étiquette    | Qualité |
| ---------------------------------------- | ------------------------- | ----------------- | ------------ | --- |
| Les données manquantes sont à compléter. |                           |                   |              | |
| ca. 1815                                 |                           | M. Lazare         | Bonapartiste | |
|                                          |                           | Albin Nouguier    | Rad.         | Négociant Conseiller général de Vauvert (1889 → 1901)                                                                                     |
| avant 1962                               | mars 1989                 | Yves Liotard      | DVG          | Médecin |
| mars 1989                                | avril 2014                | Christian Eymard, | UDF puis GÉ  | Kinésithérapeute, maire honoraire Conseiller régional de Languedoc-Roussillon (1992 → 2004) Vice-président de la CC Rhôny Vistre Vidourle |
| avril 2014                               | 9 février 2018            | Maryan Bonnet     | SE           | Vice-président de la CC Rhôny Vistre Vidourle                                                                                             |
| 9 février 2018                           | En cours (au 26 mai 2020) | Joffrey Léon      | DVD          | Courtier en assurances Élu à la suite d'une élection municipale partielle Réélu pour le mandat 2020-2026                                  |

## Démographie
L'évolution du nombre d'habitants est connue à travers les recensements de la population effectués dans la commune depuis 1793. Pour les communes de moins de 10 000 habitants, une enquête de recensement portant sur toute la population est réalisée tous les cinq ans, les populations de référence des années intermédiaires étant quant à elles estimées par interpolation ou extrapolation. Pour la commune, le premier recensement exhaustif entrant dans le cadre du nouveau dispositif a été réalisé en 2008.

En 2022, la commune comptait 4 824 habitants, en évolution de +12,58 % par rapport à 2016 (Gard : +2,97 %, France hors Mayotte : +2,11 %).
| 1793 | 1800 | 1806 | 1821 | 1831 | 1836 | 1841 | 1846 | 1851 |
| ---- | ---- | ---- | ---- | ---- | ---- | ---- | ---- | ---- |
| 740  | 733  | 755  | 830  | 847  | 897  | 907  | 955  | 956  |

| 1856  | 1861  | 1866  | 1872  | 1876  | 1881  | 1886  | 1891  | 1896  |
| ----- | ----- | ----- | ----- | ----- | ----- | ----- | ----- | ----- |
| 1 031 | 1 236 | 1 423 | 1 519 | 1 250 | 1 074 | 1 030 | 1 112 | 1 124 |

| 1901  | 1906  | 1911  | 1921 | 1926 | 1931 | 1936 | 1946 | 1954 |
| ----- | ----- | ----- | ---- | ---- | ---- | ---- | ---- | ---- |
| 1 071 | 1 023 | 1 041 | 898  | 843  | 889  | 811  | 803  | 913  |

| 1962  | 1968  | 1975  | 1982  | 1990  | 1999  | 2006  | 2008  | 2013  |
| ----- | ----- | ----- | ----- | ----- | ----- | ----- | ----- | ----- |
| 1 056 | 1 378 | 1 904 | 2 339 | 2 699 | 3 284 | 3 799 | 3 946 | 4 219 |

| 2018  | 2022  | - | - | - | - | - | - | - |
| ----- | ----- | - | - | - | - | - | - | - |
| 4 345 | 4 824 | - | - | - | - | - | - | - |

## Économie

### Revenus
En 2018  (données Insee publiées en septembre 2021), la commune compte 1 888 ménages fiscaux, regroupant 4 472 personnes. La médiane du revenu disponible par unité de consommation est de 20 380 € (20 020 € dans le département). 44 % des ménages fiscaux sont imposés (43,9 % dans le département).

### Emploi
|                | 2008   | 2013   | 2018   |
| -------------- | ------ | ------ | ------ |
| Commune        | 9,5 %  | 12,1 % | 10,6 % |
| Département    | 10,6 % | 12 %   | 12 %   |
| France entière | 8,3 %  | 10 %   | 10 %   |

En 2018, la population âgée de 15 à 64 ans s'élève à 2 691 personnes, parmi lesquelles on compte 76,3 % d'actifs (65,7 % ayant un emploi et 10,6 % de chômeurs) et 23,7 % d'inactifs,. Depuis 2008, le taux de chômage communal (au sens du recensement) des 15-64 ans est inférieur à celui du département, mais supérieur à celui de la France.
La commune fait partie de la couronne de l'aire d'attraction de Nîmes, du fait qu'au moins 15 % des actifs travaillent dans le pôle,. Elle compte 575 emplois en 2018, contre 527 en 2013 et 548 en 2008. Le nombre d'actifs ayant un emploi résidant dans la commune est de 1 784, soit un indicateur de concentration d'emploi de 32,2 % et un taux d'activité parmi les 15 ans ou plus de 58,6 %.
Sur ces 1 784 actifs de 15 ans ou plus ayant un emploi, 208 travaillent dans la commune, soit 12 % des habitants. Pour se rendre au travail, 90,5 % des habitants utilisent un véhicule personnel ou de fonction à quatre roues, 2,5 % les transports en commun, 3,6 % s'y rendent en deux-roues, à vélo ou à pied et 3,4 % n'ont pas besoin de transport (travail au domicile).

### Activités hors agriculture

#### Secteurs d'activités
320 établissements sont implantés  à Uchaud au 31 décembre 2019. Le tableau ci-dessous en détaille le nombre par secteur d'activité et compare les ratios avec ceux du département,.
| Secteur d'activité                                                                                        | Commune | Commune | Département |
| Secteur d'activité                                                                                        | Nombre  | %       | %           |
| --- | ------- | ------- | ----------- |
| Ensemble                                                                                                  | 320     | 100 %   | (100 %)     |
| Industrie manufacturière, industries extractives et autres                                                | 11      | 3,4 %   | (7,9 %)     |
| Construction                                                                                              | 76      | 23,8 %  | (15,5 %)    |
| Commerce de gros et de détail, transports, hébergement et restauration                                    | 78      | 24,4 %  | (30 %)      |
| Information et communication                                                                              | 10      | 3,1 %   | (2,2 %)     |
| Activités financières et d'assurance                                                                      | 10      | 3,1 %   | (3 %)       |
| Activités immobilières                                                                                    | 10      | 3,1 %   | (4,1 %)     |
| Activités spécialisées, scientifiques et techniques et activités de services administratifs et de soutien | 45      | 14,1 %  | (14,9 %)    |
| Administration publique, enseignement, santé humaine et action sociale                                    | 49      | 15,3 %  | (13,5 %)    |
| Autres activités de services                                                                              | 31      | 9,7 %   | (8,8 %)     |

Le secteur du commerce de gros et de détail, des transports, de l'hébergement et de la restauration est prépondérant sur la commune puisqu'il représente 24,4 % du nombre total d'établissements de la commune (78 sur les 320 entreprises implantées  à Uchaud), contre 30 % au niveau départemental.

#### Entreprises et commerces
Les quatre entreprises ayant leur siège social sur le territoire communal qui génèrent le plus de chiffre d'affaires en 2020 sont : 
- Sakata Vegetables Europe SAS, commerce de gros (commerce interentreprises) de céréales, de tabac non manufacturé, de semences et d'aliments pour le bétail (68 120 k€) ;
- Nimes Pierres, commerce de gros (commerce interentreprises) de bois et de matériaux de construction (656 k€) ;
- Hubat Renov, nettoyage courant des bâtiments (397 k€) ;
- Nimes Pose, travaux de revêtement des sols et des murs (82 k€).

### Agriculture
|               | 1988 | 2000 | 2010 | 2020 |
| ------------- | ---- | ---- | ---- | ---- |
| Exploitations | 73   | 26   | 13   | 7    |
| SAU (ha)      | 513  | 176  | 200  | 237  |

La commune est dans la « Plaine Viticole », une petite région agricole occupant le  sud-est du département du Gard. En 2020, l'orientation technico-économique de l'agriculture  sur la commune est la polyculture et/ou le polyélevage. Sept exploitations agricoles ayant leur siège dans la commune sont dénombrées lors du recensement agricole de 2020 (73 en 1988). La superficie agricole utilisée est de 237 ha,,.

## Culture locale et patrimoine

### Lieux et monuments
- Église Saint-Paul d'Uchaud (XIIe - XIXe) avec clocher mur sur le pignon de la façade (XIXe), flanquée de la tour de l'horloge terminée par un léger dôme que supporte un campanile en fer forgé de forme pyramidale classique dans la région au XVIIIe.
- Temple protestant néoclassique du début XIXe dans la plus pure tradition architecturale des temples reconstruits dans le Gard durant la première moitié de ce siècle.
- Borne milliaire de la voie Domitienne sur la route de Bernis. Colonne milliaire au nom d'Antonin le Pieux, précisément à l'angle du chemin venant de Bernis et de la route de Nîmes à Narbonne (arrêté MH du 30 novembre 1912). Propriété de la commune d'Uchaud.
- Mairie-Écoles : vaste bâtiment de la fin du XIXe siècle flanqué, à l'est, par le monument aux morts.
- Le moulin d'Aouro dans la garrigue.

### Personnalités liées à la commune
- Robert de Joly : grand spéléologue français, né à Paris le 5 juillet 1887 et mort à Montpellier le 13 novembre 1968, a habité la commune d’Uchaud. Inventeur de la spéléologie moderne, il a travaillé comme ingénieur à la source Perrier. Sa demeure est une bâtisse imposante dans un parc situé à côté de la mairie. Ami, disciple et (parfois) concurrent d'Édouard-Alfred Martel, il relance la spéléologie entre les deux guerres mondiales. Il a conçu, adapté ou importé du matériel d'exploration et des techniques et participé à l'aménagement touristique de plusieurs gouffres. Il a formé de nombreux spéléologues. L'ancienne nationale traversant le village s'appelle dorénavant avenue Robert de Joly.